# Война против ислама (конспирология)
Война против ислама — неологизм, используемый некоторыми исламистами для описания предполагаемого заговора по подавлению или уничтожению ислама, а также, использования СМИ для создания негативного стереотипа о нём. Сторонники теории заговора считают, что участниками заговора являются кафиры, то есть, немусульмане, в частности, Запад, а также, «мусульмане-предатели». Крестовые походы нередко описываются как предполагаемая отправная точка войны против ислама.
Нарратив о «войне против ислама» использовался идеологом «Братьев-мусульман» Сайидом Кутбом, аятоллой Хомейни, радикальным проповедником Анваром аль-Авлаки, лидером «Аль-Каиды» Усамой бен Ладеном, чеченским боевиком Доккой Умаровым, британским экстремистом Анджемом Чудари, а также массовым убийцей Нидалом Хасаном. Неологизм также широко использовался в пропаганде Аль-Каиды и ИГИЛ.
По словам публициста Джонатана Шанцера, историческое безразличие мусульман к Западу превратилось в «встревоженную неприязнь» в XVII веке, когда европейские страны вырвались вперед. С окончанием эпохи европейского колониализма гнев мусульман против немусульман и своих правительств проистекает из разочарования по поводу неослабевающего влияния западной культуры, технологий, экономики и стремлением «вернуться к славным дням, когда ислам властвовал безраздельно».

## Использование термина

### Сайид Кутб
Писатель Сайид Кутб, идеи которого часто называют "человеком, чьи идеи будут формировать «Аль-Каиду», проповедовал, что Запад не просто находится в конфликте с исламом, но создает заговор против него. В своей книге «Вехи на пути», впервые опубликованной в 1964 году, он писал:
Западный образ мыслей… [испытывает] враждебность ко всем религиям, но в наибольшей степени к исламу. Эта неприязнь особенно выражена и нередко является результатом хорошо продуманной схемы, целью которой является сначала расшатать основы мусульманской веры, а затем постепенно разрушить структуру мусульманского общества.

### Хомейни
Аятолла Рухолла Хомейни исламистский лидер Иранской революции 1979 года проповедовал, что западный мир ведет заговор против Ислама сотни лет, стремясь заставить мусульман страдать и разграбляя их ресурсы.
[Европейцы] знают всю мощь Ислама, поскольку когда-то он был распространен на части Европы. Они знают, что истинный ислам противостоит их действиям. . . . Поэтому с самого начала они стремились устранить сие препятствие со своего пути. Относясь к Исламу пренебрежительно, они прибегли к злонамеренной пропаганде . . . . Агенты империализма заняты во всех уголках исламского мира, уводя от нас нашу молодежь своей злобной пропагандой. Они разрушают Ислам! Агенты, как присланные империалистами иностранцы, так и нанятые ими местные жители, рассредоточились по всем деревням и районам Ирана и сбивают с пути наших детей и молодежь.

### Усама бен Ладен
В своих письменных и устных обращениях Усама бен Ладен подчеркивал предполагаемую войну, которую Запад якобы вел против мусульман, и призывал всех мусульман взяться за оружие. Так в своей фетве от 1998 года, он объявил, что убийство «американцев и их союзников, гражданских и военных, является личным долгом каждого мусульманина, который может совершить это в любой стране, в которой это возможно», бен Ладен перечислил три причины для фетва: присутствие американских войск в Саудовской Аравии, рост детской смертности в Ираке после введенного торгово-финансового эмбарго и помощь США Израилю .
Все эти преступления и грехи, совершенные американцами, являются явным объявлением войны Аллаху, его посланнику и мусульманам. Что не вызывает сомнения в этой ожесточенной иудео-христианской военной кампании против мусульманского мира, подобной которой еще никогда не было, так это то, что мусульмане должны подготовить все возможные силы, чтобы дать отпор врагу (…). Каждый день на востоке и на западе нашу умму из 1200 миллионов мусульман истребляют (…) Мы (…) рассматриваем события не как отдельные инциденты, а как часть длинной цепи заговоров, войны на уничтожение ислама (…). Запад (…) не умеет уважать чужие убеждения или чувства. (…) Они считают джихад во имя Бога или защиту себя и своей страны актом террора.

## Обвинения в предполагаемой войне против ислама

### Предполагаемое наследие крестовых походов
Исламисты, использующие нарратив о войне против ислама, часто указывают на крестовые походы и европейскую колонизацию, считая эти события цепочкой одного многовекового заговора, направленного чтобы уничтожить Ислам. Сайид Кутб, например, считал, что у Запада есть «хорошо продуманный план, целью которого является прежде всего потрясение основ исламских верований». Он утверждал, что европейский империализм, а также, неоколониализм был продолжением и новой формой крестовых походов.
Историк Бернард Льюис указывает, что мотивом для крестового похода крестоносцев не было разрушение ислама. Земли, которые они пытались захватить, считались святыми. К тому же, «значительная часть населения а возможно, даже большая все еще исповедовала христианство», поскольку прошло ещё не так много времени как арабские завоеватели захватили эти земли. Мусульмане той эпохи также не считали, что крестоносцы воюют против ислама. Арабы того времени называли крестоносцев не крестоносцами или христианами, а франками или неверными. «За немногими исключениями» мусульманские хронисты того времени проявляли «мало интереса к тому, откуда и почему пришли франки, и с таким же отсутствием интереса писали об их уходе».

### Современность
Сторонники теории заговора о «войне с исламом» считают, что в заговоре против ислама участвуют западные державы (в частности Соединённые Штаты), прозападные мусульманские государства (Иордания, Египет, Саудовская Аравия, Кувейт, Катар, ОАЭ, Бахрейн, Оман, Пакистан), а также, некоторые незападные, государства, такие как Россия (чеченский конфликт), Израиль (израильско-палестинский конфликт), Мьянма (геноцид рохинджа), Сербия (массовые убийства боснийцев), Индия (кашимирский конфликт) и Китай (геноцид уйгуров). Усама бен Ладен говорил: «Резолюция ООН, принятая более полувека назад, предоставила мусульманскому Кашмиру свободу выбора. Однако, Джордж Буш, лидер крестоносцев, объявил несколько дней назад, что он прикажет своему агенту [президенту Пакистана] Первезу Мушаррафу закрыть лагеря моджахедов в Кашмире, тем самым подтвердив, что [кашмирский конфликт является] сионистско-индуистской войной против мусульман.»

## Восприятие
Реакция западных стран на обвинения в войне против ислама была разной. Большинство политических деятелей отвергло подобные заявления о войне, как ложные. Некоторые также проявили понимание к мусульманским страхам. Однако, часть политиков говорили, что религиозная война действительно идет, но заключается в обратном: мусульмане ведут войну против немусульман.

### В американской политике
После террористических атак совершенных исламистами и президент Барак Обама (после теракта в Сан-Бернардино), и Джордж Буш-младший (после терактов 11 сентября) заявляли, что США ни в коем случае не находятся в состоянии войны с исламом, а в войне «война со злом» (Буш) или войне с людьми «извратившими ислам» (Обама).
Во время предвыборной кампании, кандидат от Республиканской партии Дональд Трамп заявил, что иностранным мусульманам нельзя разрешать въезд в Соединённые Штаты. Его однопартиец Линдси Грэм ответил, что воззрения Дональда Трампа не представляют позицию партии. Он отметил, что у США много друзей-мусульман по всему миру, включая короля Иордании и президента Египта.
Сотрудница Брукингского института Мадиха Афзал писала в августе 2016 года, что утверждения Трампа о ислама против Америки помогают ИГИЛ убедить мусульман в том, что Америка воюет с исламом.

### В мусульманском дискурсе
Идея того, что Западные страны пытаются ослабить мусульманский мир популярна во многих мусульманских странах. Так, по состоянию на конец 2006 — начало 2007 года, не менее 70 % опрошенных в Египте, Марокко, Пакистане и Индонезии отвечали утвердительно на вопрос социологов: верите ли вы, что США стремятся «ослабить и разделить исламский мир?»

Дипломаты Дэниел Бенджамин и Стивен Саймон пишут своей книге Age of Sacred Terror (2002) писали:
На Ближнем Востоке и в Пакистане в обществе доминирует религиозный дискурс. Радикальные мечети распространены по всему Египту . В книжных магазинах преобладают произведения религиозной тематики… Вопросы о шариате; вера в то, что их правительства неверны исламу и что ислам есть ответ на все проблемы, а также, уверенность в том, что Запад объявил исламу войну это те темы, которые доминируют в общественном дискурсе. Исламисты, хоть и не контролируют парламенты или правительственные дворцы, все же занимают общественное сознание.